# (381) Mirra
(381) Mirra, en español Mirra, es un asteroide perteneciente al cinturón exterior de asteroides descubierto el 10 de enero de 1894 por Auguste Honoré Charlois desde el observatorio de Niza, Francia.
Está nombrado por Mirra, un personaje de la mitología griega.

## Véase también

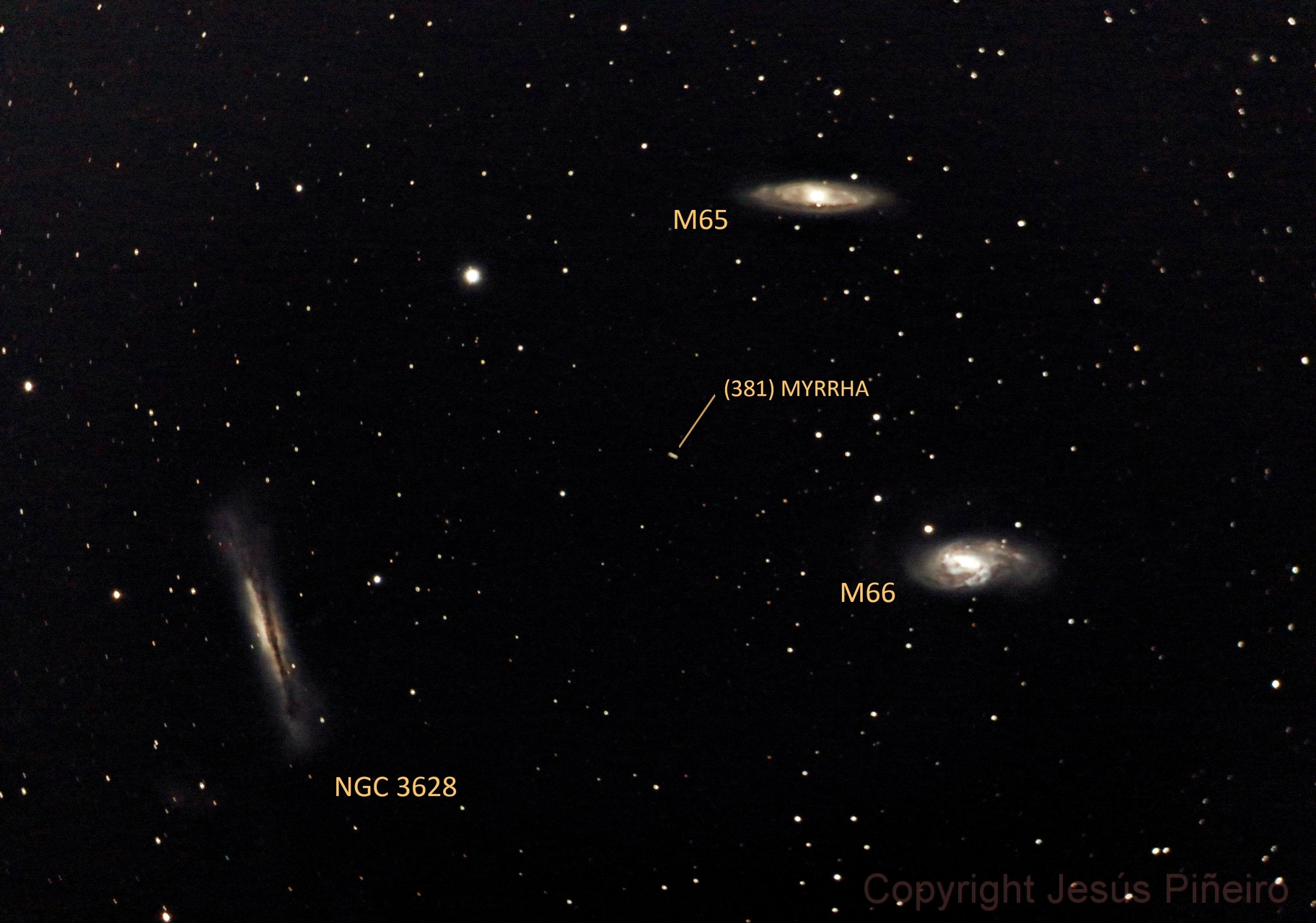
Asteroide 381 Myrra transitando la Constelación de Leo http://www.astrobin.com/151572/0/?nc=user

## Características orbitales
Mirra está situado a una distancia media de 3,229 ua del Sol, pudiendo acercarse hasta 2,938 ua. Tiene una excentricidad de 0,09002 y una inclinación orbital de 12,56°. Emplea 2119 días en completar una órbita alrededor del Sol.